# 福士加代子
福士 加代子（ふくし かよこ、1982年3月25日 - ）は、日本の元女子陸上競技（主に長距離走・マラソン）選手。ハーフマラソンおよび10km、15kmの元アジア記録、3000m・5000メートルの元日本記録保持者。
オリンピック（女子陸上競技）には2004年アテネ大会・2008年北京大会・2012年ロンドン大会、2016年リオオデジャネイロ大会と、4大会連続して日本代表に選出（アテネ・北京・ロンドンの各3大会は長距離走・リオ大会はマラソン）。また2006年・ドーハアジア競技大会女子10000mでは金メダル、世界陸上モスクワ大会・女子マラソンでは銅メダルをそれぞれ獲得。さらに2013年・2016年の大阪国際女子マラソンで2度の優勝を果たしている。

## 来歴

### 駅伝・トラック競技時代
青森県北津軽郡板柳町出身。生家は理容室を営んでいた。
中学時代はソフトボール部で、青森県立五所川原工業高等学校入学後に陸上競技を始める。友人の誘いで陸上部に入ったことがきっかけだった。2年生の時に顧問教員の計らいで全国高等学校総合体育大会陸上競技大会（インターハイ）の合宿に参加し、全国レベルの選手の練習についていけたことや、そのとき会った選手と再会したいという思いから、3年生時の出場を目指して練習に励み、念願を叶える。当時の福士は陸上競技で身を立てる意識がなく、生家の理容室を継ぐため理容師資格の取得を目指していた。しかし、その試験日とインターハイの日程が重なり、陸上競技を選ぶ。
インターハイでは決勝にかろうじて残る（3000m12位）。それでも実業団からは勧誘を受け、小出義雄もその一人だった（ただし、福士は小出が何者か知らなかったという）。監督の永山忠幸のスカウトにより2000年にワコールに入社する。ワコールを選んだ決め手は、正社員採用という点だった。
入社してからは、トラックレースや駅伝などで頭角を現し始める。
2001年、3000m・5000m・10000mのジュニア日本記録を更新。同年12月の全日本実業団対抗女子駅伝競走大会では最長区間の3区を担当し、16人を抜いて一躍有名になる。
2002年2月の横浜国際女子駅伝で日本ナショナルチームに選出され、2区を10km30分で走り区間新記録をマークする。その年は大会の20回記念大会だったため「記念の節目にみんなで優勝しよう」を合言葉に10区を担当した渋井陽子（三井住友海上所属）とともにチームの優勝に貢献した。
同年6月の日本陸上競技選手権大会で、5000mと10000mでともに初優勝を果たし、2種目制覇を成し遂げ、釜山アジア大会の代表に選ばれた。7月20日には5000mで14分55秒21の日本新記録を樹立する。この年は3000mでも8分22秒0の日本新記録を樹立したが、この記録は2020年に田中希実（豊田自動織機）に破られるまで18年間保持した。
同年10月に行われた釜山アジア大会では、5000mと10000mともに銀メダル（両種目とも金メダルは孫英傑）。しかし10000mでは自己ベストを一気に50秒も縮める30分51秒81の記録でゴール、日本女子2人目となる31分突破（日本人初の31分突破は渋井陽子で30分48秒99）となる。また5000mでは自身の日本記録を0秒02更新する、14分55秒19をマークした。
同年12月に行われた、全日本実業団対抗女子駅伝競走大会では3区10kmの区間で快走、沿道の観客に対して福士は時折笑顔を見せながら走っていた。しかし、次の中継所に間もなく到着する終盤で、すぐ後ろを走っていた羽鳥智子（第一生命保険）と足が絡まって転倒し、左膝を強打する。その後足をひきずりながら走り続け、区間賞を獲得したものの、膝の靱帯を切る大けがを負った。
2003年2月、福士の故郷で行われた青森冬季アジア大会で、膝のけがをおして最終聖火ランナーを務める。約半年近くはけがの治療に専念していたが、6月の日本選手権10000mでは、終盤スパートして独走、復活の優勝を果たした。その後、世界陸上競技選手権大会の長距離走代表として初出場を決める。
同年8月、世界陸上パリ大会では、5000mと10000mに出場したが、5000mは予選敗退、10000mは11位に終わった。
2004年1月11日に京都市で行われた第22回全国都道府県対抗女子駅伝競走大会では、ふるさとの青森県代表として最終の9区10kmを走り、30分52秒の区間最高記録をマークして、1997年に熊本県代表の川上優子（当時沖電気宮崎）がマークした31分01秒の区間記録を7年ぶりに塗り替えた。
同年6月4日の日本選手権、10000mではレース前半で福士が飛び出してから、その後独走となる。しかし終盤に入るとややペースが落ちてゆき、ゴール直前で2位の田中めぐみ（現姓：大島。しまむら）や3位の弘山晴美（資生堂）らに猛迫を受けるもかろうじて逃げ切り、31分32秒09のゴールタイムで優勝、初のオリンピック代表内定となった。その2日後、6月6日の5000mでも15分05秒07の記録で優勝を果たす。
同年8月27日、五輪初出場となったアテネオリンピックは、5000mも出場可能だったが回避し、10000mの1種目のみに絞って出場となる。しかし、レース前に発生した足の故障のために全く力を発揮できず、同じ日本代表の田中めぐみ（13位）と弘山晴美（18位）からもかなり遅れて27人中26位でゴール。ゴールタイムは33分48秒66と自己ベスト記録より3分近くも悪く、先頭から2周周回遅れだった。
2005年6月の日本選手権では5000m・10000mともに優勝を果たし、世界陸上ヘルシンキ大会代表に選出。同大会には5000mと10000mの2種目で出場するも、10000mでは前回に続き11位に留まり、5000mは決勝進出を果たすものの12位、2種目ともに8位内の入賞ラインには至らなかった。この年は5000mで自己の記録を更新する14分53秒22を記録。この記録は、2020年東京オリンピック決勝で廣中璃梨佳（日本郵政グループ）が14分52秒84を記録するまで約16年間保持した。
2006年1月15日に京都市で行われた第24回全国都道府県対抗女子駅伝競走大会では、京都府代表として最終の9区10kmを走り、京都府チームとしての過去最高記録で優勝を果たしている。3週間後の2月5日に香川県で行われた第60回香川丸亀ハーフマラソンでは、初のハーフマラソンにもかかわらず、日本記録をもっていた野口みずき（シスメックス）とトップを争い、1時間7分26秒の日本新記録で優勝した。
同年9月のワールドカップ陸上アテネ大会にアジア代表として出場。3000mで5位、5000mでは銅メダルを獲得。12月のドーハアジア大会10000mでは、31分29秒38の記録で同大会初優勝を果たす（3位は当時トヨタ車体所属の大南博美）。1998年バンコクアジア大会の川上優子以来、2大会ぶりの金メダルをもたらした。
2007年2月4日に行われた第61回香川丸亀ハーフマラソンに2年連続で出走。自身の持つアジア・日本記録の更新はならなかったが、1時間8分00秒の記録で2連覇を達成した。
同年4月と5月には、後輩の湯田友美とともに、エチオピアでの合宿に挑戦するという新しい試みをおこない、ティルネシュ・ディババやメセレト・デファーらのナショナルチームとアップをともにしたこともあった。このとき会ったハイレ・ゲブレセラシェからは「トラック練習のキツサを考えれば、マラソンはエンデュランス（引用者注：耐久）だけ。怖いものなんか全くない」とマラソンへの転向を勧めるアドバイスを受けた。
同年6月29日の日本選手権10000mでは、7000m辺りからスパートして独走、この種目で2002年からの6連覇を達成。同年8月開催の世界陸上大阪大会の女子長距離走の代表内定を決めた。その2日後の7月1日に行われた5000mでは、スタート直後に転倒するアクシデントにも全く動じず、その後笑顔を振りまく余裕も見せ、10000m同様に後半独走となる圧勝だった。

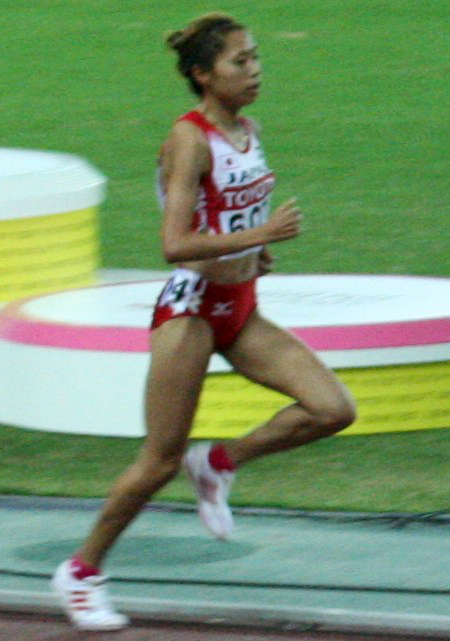
世界陸上大阪大会（2007年）

地元開催となった世界陸上大阪大会の本番、開幕日だった同年8月25日の10000mでは、レース中盤辺りで靴が脱げかけてしまい、立ち止まって履き直すハプニングが発生する。その後積極的に先頭へ立つ場面もあったが、終盤でペースが落ちて結局10位に甘んじた。9月1日の5000m決勝ではスタートから果敢に先頭に立つも、3000m地点で後続に飲み込まれてしまい、その後は離され14位に終わった。
12月の日本体育大学記録会にて姿を見せたものの、報道陣が多いとの理由により、出場をキャンセルした。

### マラソンへの転向
福士は2004年のアテネ五輪時に「2時間走るなら映画を見ていた方が楽しい」と述べるなど、フルマラソン転向について消極的であることを公言していた。しかし、世界陸上大阪大会を目前にした2007年8月23日に突如、マラソンに転向して翌2008年の北京オリンピックを狙う可能性があることを発表。一部の報道では、長距離走種目で五輪内定した場合でも、内定を蹴ってマラソンで五輪代表を狙うともいわれていた。
女子マラソンでは、土佐礼子（三井住友海上）が世界陸上大阪大会で銅メダルを獲得し、北京五輪代表の内定を得たため、残る枠は2つとなる。さらに同年11月の東京国際女子マラソンでは、アテネ五輪女子マラソン金メダリストである野口みずきが大会新記録で圧勝し、ほぼ五輪代表決定との報道をされ、事実上残る枠は1つになった。この1つの枠を、2000年シドニーオリンピック女子マラソン金メダリストの高橋尚子（ファイテン）らを始め、数多くの国内有力選手と争うことになるため、福士には慎重な判断が求められており、マラソン転向に関しては断定を避けていた。
2007年12月18日、日本陸上競技連盟を通して翌年1月に行われる大阪国際女子マラソンに、「一般参加選手」として初マラソンに挑戦することを表明。福士本人は「まだ本格的な練習をしていないので期待と不安が有りますが、期待に応えられるよう頑張ります」と文書でコメントした。
福士は引退後のインタビューで、マラソンへの転向は10000mでの記録の伸び悩みが原因だったと述べている。

### 初マラソン
大阪国際女子マラソン本番2日前の2008年1月25日、外国・国内の招待参加選手らとは別に、福士ひとりだけの記者会見が開かれた（通常は招待参加で選ばれた有力選手のみ記者会見に参列するが、一般参加選手が会見に臨むのは異例である）。
2008年1月27日に開催された大阪国際女子マラソンでは、スタート直後に長居陸上競技場を先頭で駆け出してから大阪城公園を出る30km付近まで、福士がハイペースで後続を大きく突き放し、一時は2位集団を2分以上引き離し独走する展開となった。しかし30km地点を過ぎた辺りから、スタミナ切れを起こして急激にペースダウン。その後34km過ぎでは優勝したマーラ・ヤマウチ（セカンドウィンドAC）や2位の森本友（天満屋）らに抜かれると、35km以降からほとんどジョギング状態が続いて十数人の選手に次々と追い抜かれていく。それから福士はフラフラの状況で走り続ける中、さらに40kmを過ぎた長居陸上競技場へ入る手前の、ゴールまで残り570m付近では足がもつれて1度転倒、そして競技場へ入ってからは3度も転倒してしまう。それでも2時間40分台のタイムでようやくゴールラインにたどり着いたが、着順は結局19位と惨敗に終わった。
レース終盤、40km地点を過ぎた長居陸上競技場の周回道路では、明らかに意識朦朧で足を動かすのが精一杯の福士に対し、監督の永山が「もうやめてもいいよ」と叫びながら併走を続けていたが、それでも福士は「ゴールさせて下さい」と監督の制止を振り切るようにゆっくり走り続けた。しかしその後合計4回も転倒する。競技場のスタンドで観戦していた、福士の母親は「もう止めさせて!」と泣きながら絶叫、父親は福士の懸命の完走に「よく頑張った。でも見ているのが辛かった…」と福士の状態を心配そうに語った。一方、ゴール後の福士自身は「大阪城公園の下り坂付近で、急に目の前が真っ暗になった。競技場が見えてからは頭の中が真っ白になり、記憶がなくなった」「ご心配をお掛けして済みません。でも（初マラソンは）面白かったかな。アハハ…」と笑いながら競技場を後にしていた。
この大阪国際における福士の敗因について、当日テレビ中継でゲスト解説者だった有森裕子（元リクルート、バルセロナ五輪銀・アトランタ五輪銅メダリスト）は「大体30km程度までの距離であれば、そのままスピードで押し切れてしまうんです。しかしそこから先になると、どんな人間でもスタミナが尽きて駆け引きの勝負になる」と述べ、福士の経験不足から来るペース配分のミスを指摘した。また福士はマイペース調整を重んじるあまり、練習でも40km以上の距離を継続して走った経験がなかったことが報道により明らかになった。レース数日経ってからのインタビューでは、「とても良い経験をさせてもらいました。マラソンに挑戦したことに後悔はありません。ゴール後のタオルが欲しかったので、何時間掛かっても何回転んでも完走するつもりでした。もし途中で辞めてたら、『名古屋（国際女子マラソン）走ります』と言って名古屋の練習をしてるかも知れませんよ」と時折苦笑いを浮かべながら感想を笑顔で語っていた。
しかし、引退後のインタビューでは（出場前）「マラソンは簡単そうに映りました」「完全にマラソンを舐めていたんですね」と述べ、このマラソン本番までに走った最長距離は30kmであったことを明かしている。
福士は大阪の後にもう1戦フルマラソンへの参加をほのめかすが、時期的な問題から北京五輪女子マラソンの代表枠がほぼ埋まってしまい断念。その後のフルマラソン出走に関しては、3年9か月にわたって封印することとなった。

### 初マラソン後
その後は、本職である長距離トラック競技で五輪切符を目指すこととなった。シーズン初レースの6月2日の新潟選抜競技会の10000mは、32分22秒18の6位に終わったが、6月11日のホクレンディスタンスチャレンジ・深川大会の10000mでは、五輪参加標準A記録を上回る31分30秒94で優勝。
優勝すれば北京五輪代表内定となる6月27日の日本選手権の10000mでは、渋井陽子と赤羽有紀子（ホクレン）らの激しい競り合いを展開し、勝負はラスト1周まで持ち込まれたが、渋井（優勝）・赤羽（2位）のラストスパートに遅れを取って3位（31分18秒79）と敗れ、五輪内定には至らなかった。また、2002年より続いていた福士の日本選手権10000mでの連覇も6でストップした。6月29日の5000mも小林祐梨子（豊田自動織機・優勝）と赤羽（2位）に敗れて3位（15分16秒27）に終わったが、翌6月30日の日本陸連理事会で北京五輪代表に選出、2大会連続の五輪代表入りを果たした。この時期の福士について、監督の永山は「気持ちの問題。守りに入ってしまった」とのちに述べている。
北京オリンピック本番は、8月15日に10000mへ出走。序盤から超高速のペースに積極果敢についたものの中盤辺りで脱落。8位入賞には届かなかったがなんとか周回遅れは免れ、31分01秒14の11位に入った。これは日本の代表3選手（他渋井・赤羽）の中では最も上位の成績であった。8月19日の5000m予選にも出場したが、15分20秒46で組の10位に終わり、決勝進出はならなかった。
2009年の日本選手権では順位としては振るわなかったものの、それまでに派遣標準記録をクリアしていたことから、世界陸上4大会連続出場権獲得を果たした。8月の世界陸上ベルリン大会では10000mの1種目のみに出場、初の1ケタ順位となる9位でゴールするも、同じ日本代表で7位入賞を果たした中村友梨香（天満屋）に先を越され、入賞ラインには及ばなかった。
11月のFUKUIスーパーレディス駅伝では「突っ込んで死ぬつもりで」出場して区間賞を獲得、復調の手応えをつかむ。
12月13日の全日本実業団対抗女子駅伝では3区に出場し、12人抜きでチームをトップで襷を手渡して通過。1998年にエスタ・ワンジロ（当時日立）が記録した、31分10秒の大会記録を11年ぶりに更新する31分02秒の区間新記録をマークした。
2010年6月の日本選手権では5000m・10000mともに、2007年以来3年ぶりとなる2種目制覇を果たした。7月にFNNスーパーニュースアンカー（関西テレビ）の番組取材放映で、日本国内の現役女子選手達は「次のロンドンオリンピックの女子マラソンで金メダルを狙えるのは福士」だと口を揃えていた。当時の福士本人は「まあまたいつかはマラソンに挑戦しようかな、とは思いますけどね。今度は転ばないように…」と述べた。
2連覇を期待された11月の広州アジア大会の10000mでは、終盤プリージャ・スリードハランらインド勢のスパートについていけず4位と敗れる。続く5000mでも5位に終わり、結局2種目ともにメダルを獲得することはできなかった。
4年ぶりに出走した、2011年2月6日の第65回香川丸亀国際ハーフマラソンでは、1時間9分00秒の記録で通算3回目の優勝となった。また同年5月1日出場の米カージナル招待10000mでは、自身2番目の記録となる30分57秒90をマーク。しかし6月の日本選手権は、5月上旬に左足甲の良性腫瘍を摘出手術後、回復が思わしくないため欠場を表明。世界陸上大邱大会代表選出は絶望となり、福士の世界陸上選手権への連続出場は4大会でストップした。

### 2度目のマラソン
2011年9月8日、10月9日開催のシカゴマラソンに、福士がエントリーしたと主催者が発表。福士のフルマラソン出場は、2008年1月の大阪国際女子マラソン以来3年9か月ぶり2回目。福士は「2時間20分を目指す。ロンドンオリンピックに女子マラソン代表を目指すための準備になる」と意気込んで臨んだ。本番当日はレース途中までは野口みずきの日本記録（2時間19分12秒）を更新するペースで快走したが、中間点を過ぎた辺りからペースダウン。レースは優勝したリリア・ショブホワ（2時間18分20秒・世界女子歴代2位をマーク）に6分近く離され、日本最高にも5分以上及ばなかった。それでも初マラソン時のタイムから16分以上も大幅に更新、マラソン2回目で2時間25分を切る2時間24分38秒の自己ベストの3位でゴールした。

### 3度目のマラソンとロンドン五輪
3度目のマラソンは、ロンドン五輪女子マラソン選考レースである2012年1月29日の大阪国際女子マラソンへ、4年前の同大会で19位に終わった雪辱をかけ、今回国内招待選手として挑んだ（マラソンコースは前回出場時と変更箇所あり。当初野口みずきとの直接対決が話題を呼んだが、野口は左太股裏の炎症で欠場、同年3月11日の名古屋ウィメンズマラソンにスライド出場することを表明）。福士はスタートから高速ペースの先頭集団についていき、中間点を過ぎてからは優勝した重友梨佐（天満屋）とのマッチレースとなったが、26km地点を過ぎた辺りから動きが悪くなり徐々に失速。30kmを過ぎた頃には重友に完全に引き離され、ペースダウンした所を後続の選手に次々と追い抜かれる。結局2時間37分もかかって9位（当初、2着のタチアナ・ガメラシュミルコがドーピング違反・失格により8位に繰り上げ）と敗れ、北京五輪に続いてロンドン五輪も女子マラソン日本代表選出は絶望的となった。レース後に「ちょっとエネルギー不足でしたかね。25、6キロくらいで足が重いなと思っていた。また失敗しちゃいました」とコメントした。
レース後のインタビューで福士は「レースから1週間ほど前に体が少し重いと感じ、軽い減量のつもりで食事を減らしたが、それが結果的にスタミナを削る要因になってしまった」と語り、今回の敗因が調整ミスである事を認めている。ロンドン五輪について問われると「出るとするなら（立場的に）遠回りにならないトラックでしょうね」と述べた。マラソンについては今のところ考えていないが、今後も機会があれば挑戦するとした。
2012年は前回の北京五輪同様に、長距離走種目でロンドン五輪を目指し日本選手権に出場。同年6月8日の10000mでは、残り1000m辺りまで先頭を引っ張ったが、その後すぐ後ろについていた吉川美香（パナソニック）のラストスパートには引き離され、優勝した吉川に次ぐ2位に甘んじるも、A標準記録突破の31分43秒25でフィニッシュ。2日後の6月10日の5000mも優勝の新谷仁美（豊田自動織機）についていけず2位（15分25秒74）に敗れたが、翌6月11日の日本陸連理事会でロンドン五輪代表に選出される。なおオリンピックで日本女子の長距離走種目で3大会連続代表選出は、弘山晴美と並ぶ史上二人目の快挙達成となった。
同年8月5日に開催されたロンドン五輪10000m決勝の福士は、号砲から間もなくして他の日本女子2選手らとともに先頭に立つ積極性を見せたが、4000mを過ぎてから先頭集団の後方に後退。それでも終盤まで入賞圏内で粘っていたが、最後は力尽き31分10秒35の10位（日本女子トップは新谷の9位、吉川は16位）と、五輪で「三度目の正直」の8位内入賞はならなかった。2日後の8月7日は5000m予選1組に出場も、4000m付近までは先頭で集団を引っ張ったがまたも終盤失速、15分09秒81の予選8位に終わり決勝進出は果たせなかった。
同年11月4日のニューヨークシティマラソンにエントリーしていたが、開催前にハリケーン発生による被害の影響を受け、中止された。

### 4度目のマラソンで初優勝
2013年1月27日に行われた大阪国際女子マラソンに2年連続して出場。ペースメーカーが外れた30km地点から、福士だけ抜け出して一時は独走体勢に。しかし35km辺りを境に徐々にペースダウン、残りわずか約900m付近で終盤追い上げたガメラシュミルコに逆転されてしまう。それでも日本人最高の2位に入り、自己記録を17秒上回る2時間24分21秒でフィニッシュ、同年8月の世界陸上モスクワ大会女子マラソン代表有力候補に名乗りを挙げた。その3か月後、同年4月25日に日本陸連のマラソン代表選考において、福士自身初となる女子マラソン日本代表に選出された（世界陸上選手権自体は2大会ぶり5度目の選出）。
それから2年以上経過後の2015年11月24日、当初首位ゴールのガメラシュミルコがドーピング違反により2011年8月以降の記録が抹消されたため、同年12月22日付で福士が繰り上げで優勝者となった。これにより、2013年の大阪国際女子が福士自身フルマラソン初優勝となった。

### 2013世界陸上で銅メダル獲得

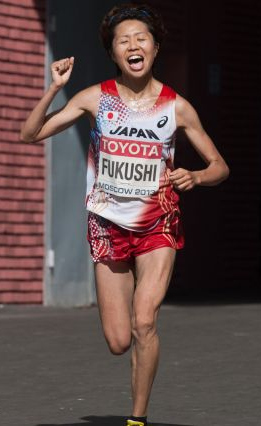
世界陸上モスクワ大会での福士

2013年8月10日に開催された世界陸上モスクワ大会の女子マラソンに出場。気温30度を超える過酷な気象条件の中、レース前半から積極的に先頭グループにつく。30km手前で先頭集団から遅れ始め、いったんは4位に落ちたが、35km過ぎにメセレク・メルカムを追い抜いて（メルカムはその後途中棄権）3位に上がる。順位を保って競技場へ入った福士は、満面の笑みでガッツポーズしながらゴールインし、3位入賞・銅メダルを獲得した（同世界陸上大会において日本選手唯一のメダル獲得でもある）。世界陸上選手権・女子マラソンの種目で日本代表のメダル獲得は、2009年・世界陸上ベルリン大会で尾崎好美が2位入賞・銀メダル以来、2大会ぶりとなった（木崎良子は4位入賞、野口みずきは33km付近で途中棄権）。
同年12月の全日本実業団対抗女子駅伝では3区に出場、記録は区間13位だったが1人を抜いて同大会で通算100人抜きを達成する。
2014年9月28日、1年1か月振りのフルマラソンとなるベルリンマラソンに出走。しかし女子の部優勝のティルフィ・ツェガエには6分7秒離され、日本女子ではトップだったが2時間26分台の6位に留まった。
2015年8月開催の世界陸上北京大会・女子マラソン日本代表選出を目指していたが、足の疲労骨折が完治しなかったため、国内選考会には一度もエントリーしなかった。
同年10月11日にシカゴマラソンに出場。再び自己ベストと優勝を目指したが、自己ベストに僅か4秒及ばず、2時間24分25秒で4位となった。
この時期、監督の永山は過去のマラソンで何度も見られた「失速」はスタミナ不足が要因と考え、食事内容を変える「食トレ」を実施、福士は管理栄養士の指導を受けながら食事の量を3倍に増やし、「練習より食べることの方がきつかった」と話すほどの対策により、2016年の大阪国際女子マラソンに臨んだ。

### リオデジャネイロ五輪まで
2016年1月31日、リオデジャネイロ五輪の代表選考会を兼ねた大阪国際女子マラソンに出場。「私もヒロインになりたい」と意欲を語り臨んでいたレースでは、中盤から独走態勢となり派遣設定記録を突破する2時間22分17秒（マラソン日本女子歴代7位）で、3年ぶり2度目の優勝を達成。これにより福士自身初めて女子マラソンの種目で、リオ五輪日本代表入りの有力候補に名乗りを挙げる。優勝インタビューで福士は「やっと取ったよ、1等賞。リオ決定だべえ!」と既に五輪決定したものと信じ、喜びを爆発させていた。
福士サイドはリオデジャネイロ五輪・女子マラソン日本代表内定への打診を日本陸連に依頼するも、陸連は「現時点で『リオ五輪内定』は出せない」と却下。その後福士サイドは「五輪内定を出さないなら、（国内最終選考会である）3月の名古屋ウィメンズマラソンに一般参加選手として出走させる」と、抗議の姿勢を示した。福士サイドの周囲やファン等から名古屋ウィメンズの強行出場に反対意見が飛び交う中、日本陸連も「名古屋に出るのは避けて欲しい」と福士サイドに異例の要望を発表した。
2月21日に、1年のうち10回前後もフルマラソンを出場する公務員ランナー（当時、のちプロランナーに転向）の川内優輝は記者会見で、福士の名古屋出場の意向に対し「全然問題ない。（中略）私もできるならかき乱してみたい。逆に福士さん以外の選手が疲れると思う。天候が悪ければ出なければいいし、ペースメーカーを無視して飛ばして、途中で辞めてもいい。すべては福士さんの手の平の上で操られている」と一連の動きを福士側の“神経戦”ととらえ、「福士さんの一挙一動に神経をすり減らしていると思う。福士さんが出ればハイペースについていくのかいかないのか。精神の弱い選手ならオーバートレーニングになって出てこれない可能性だってある。すごいプレッシャーになっている」と独自の持論を述べつつ、福士にエールを送っていた。
川内と全く逆に、1992年バルセロナオリンピック女子マラソン日本代表が有力視されながら選出を逃した松野明美は、2月28日にフジテレビ「ワイドナショー」へ出演中、「（名古屋ウィメンズも出場したら）五輪本番前に選手が疲れる。リオでメダルを取ろうと思うなら出ないほうがいい、出て欲しくない」と発言した。また、五輪マラソン選出基準を松野は「わかりにくい」と述べ、選出枠と選考レース数のアンバランス（3人に対して4レース）や選考基準の不透明さ（「記録なのか、順位なのか、経験なのか、陸連の好みなのか」）について、日本陸連を批判した。松野は自身の経験から「（たとえ内定が出ても陸連の）口約束が一番怖い。私もされた。大阪で2位になったが、（代表入りが）非常に危ないということで、（この記録で代表が）無理なら名古屋で走りますと言うと、日本陸連の方が、『（大阪の結果で）大丈夫だと。ほぼ間違いないだろう、選ばれる』と言われたので、口約束だったがそれを信じて名古屋に出なかったら、なぜか知りませんが、世界陸上で4位だった有森さんと、（大阪2位の）私という選考になった。」とコメントし、バルセロナ大会の結果（有森裕子が3位、山下佐知子が4位）について質問に対し「（自分が出場していたら金メダルを）とっていました。悔しくて悔しくて涙が出ました。」と答え、選考に対して選手の抱く考えを述べるとともに「一発勝負が絶対いい」とした。
紛糾の末、ワコールの永山監督は福士の名古屋ウィメンズマラソンへの出場撤回を宣言。3月13日に開催された名古屋ウィメンズでは、結局日本女子選手の派遣記録突破者が出なかったため（最高タイムは総合2位・田中智美の2時間23分19秒）、同日の名古屋終了後に陸連は福士へ女子マラソン事実上内定を出すと公表した。
4日後の3月17日、リオ五輪女子マラソン日本代表へ正式に選出された（マラソン種目では初めて）。日本の陸上女子選手でオリンピック4大会連続日本代表入りは、佐藤恵（フィールド競技・女子走高跳）と弘山晴美（トラック競技・女子長距離走）の3大会連続を超える、史上最多記録である。また、同年8月14日開催のリオ五輪女子マラソン本番当日の福士は34歳4か月を迎え、日本女子マラソン選手としても史上最年長記録となる。福士自身は日本陸連が開いた代表選手記者会見には姿を見せず「リオ五輪で私は金メダルが欲しいので、何があろうと諦めず覚悟を持って走ってきます!」との手書きコメントを発表するのみに留まった。
リオ五輪代表決定後の2016年5月15日、高橋尚子杯ぎふ清流ハーフマラソン・女子の部に出走するも、優勝のユニスジェプキルイ・キルワには3分以上離され、1時間12分04秒の6位留まりだった。6月26日の函館マラソン・ハーフ女子の部に出場予定だったが、右足に痛みを訴え欠場。「右足疲労骨折の疑い」と発表されたが、福士も永山監督も「第4中足骨（薬指）に炎症があったが折れていない。リオ五輪に向けて大事を取った」と重傷ではないことをアピールしていた。
2016年8月14日、初めて女子マラソン種目に出場したリオデジャネイロ五輪本番では、20km地点までは先頭集団に食らいついたが、その後脱落。同じ日本選手の田中智美（第一生命保険）との争いとなり、結果日本人ではトップの14位に入るも、4回目のオリンピックでも8位以内の入賞は届かなかった。

### 東京五輪への挑戦
2017年3月17日に6歳年上の関西在住のマラソン関係者と、約12年の交際を経て結婚したことが、4月14日に報じられた。競技の方は続行し、2020年東京オリンピック出場を目指すとされた。夫は福士を2005年から取材していたテレビディレクターで、結婚式の時には披露宴の途中で鴨川の河原に移動し、新郎チーム対新婦チームのリレー対決を余興としておこなった。
リオ五輪以来約2年半振りのフルマラソン出場となる、2019年1月27日の大阪国際女子マラソンにエントリー。ところが、先頭集団にいた12.7Km地点で転倒してしまい、右顔と両膝等を強打し流血するアクシデントに見舞われる。直ぐ立ち上がり集団に追いついたが、「25キロ手前で意識がモアーッとしてきた」とゴール後に語っている。足も重くなって25Km手前辺りで先頭集団から遅れ、31Km過ぎでは屈伸しながら立ち止まり、その後何度もいったんストップしつつ、苦悶の表情で走り続ける。だが35.5Km地点で、永山監督から「無理しないで、また次に向けてやり直そう」と声を掛けられた後、福士は「分かりました。ごめんなさい」と謝罪しつつ、自身マラソンでは初の途中棄権に終わった。翌1月28日、転倒した怪我の診断は「両膝打撲傷、右前額部打撲傷、右肘打撲傷で全治1週間を要する見込み」で、骨には異常がないことを発表。そして大阪国際から中41日で、名古屋ウィメンズマラソンへ国内招待選手としての再挑戦を決意する。
2019年3月10日の名古屋ウィメンズマラソンでは雨天の中、30Km過ぎまで大きなハプニングも発生せず終始先頭集団に加わった。31Km付近で集団が完全にばらけて、32Km過ぎで福士がいったん日本人首位に立った。しかし、40Km手前から猛烈に追い上げた岩出玲亜（アンダーアーマー）に40.8Km地点でかわされたものの、2時間24分台のタイムで岩出に次ぐ日本人2着・総合8位に入り、念願のマラソングランドチャンピオンシップ（MGC・東京五輪女子マラソン選考会）出場権をようやく獲得した。ゴール後の福士は「やっと取りましたーMGC！お待たせいたしました！日本人トップになりたかったが、岩出選手が強かったですね。残念。転ばなければいけるんでしょうね」と苦笑いしながらインタビューに応えつつ、MGC出場に向けて「具体的には1等賞？獲れたら良いね。頑張ります！」と新たに意欲を燃やしながらコメントしていた。
同年9月15日のマラソングランドチャンピオンシップ（MGC・東京五輪女子マラソン選考会）に最年長で出場するも、2時間33分29秒の7位で五輪出場権の獲得ならず。レース後のインタビューで「まだやるのかなあ」と語り、残る1枠の獲得を目指してマラソンに出場する意向を示した。
2020年1月26日の大阪国際女子マラソンは25km過ぎで、3月8日の名古屋ウィメンズマラソンは30km過ぎで、いずれも途中棄権してマラソンでの東京オリンピック出場はならず、名古屋のレース後には「一度リセットした上で、冷静なプランを考えたいと思います」とコメントした。同年11月、全日本実業団対抗女子駅伝に「駅伝ラストラン」として出場、アンカーの6区で区間2位の走りを見せた。この大会では6位でたすきをつないで一時は3位まで順位を上げたが、ゴール手前の競技場直線コースで籔下明音（豊田自動織機）に「風のように」抜かれ、総合順位は4位だった。このレースで福士の全日本実業団対抗女子駅伝出場は20回となり、通算108人のランナーを抜いて参加を終えた。
2020年東京オリンピックが延期となり、10000mの選考大会となった2021年5月3日の第105回日本陸上競技選手権大会10000mに出場、19位に終わる。レース後には「私の陸上競技人生、1周回ってほぼ経験したかなって思うので、今は、お腹いっぱいです」「この先、どうするかは、わかりません。だから、今後の事は、聞かんでください。」というコメントをチームウェブサイト上に寄せた。

### 現役引退
2021年12月22日、2022年1月末で引退することを明らかにする。引退までの間に都道府県対抗女子駅伝と大阪ハーフマラソンに出場を予定するとした。2022年1月16日の都道府県対抗女子駅伝では出身地の青森県チームからアンカーとなる9区 (10 km)に出走、3つ順位を下げたが、笑みを浮かべながら走った。ゴール後に福士は「この駅伝で初めて抜かれる経験をしました。青森には順位を落として申し訳ないのと、走らせてくれてありがとうという気持ちです」「『ありがとう』とか温かい声をかけられて、本当に終わるんだなと思った。長くやってきて良かった」と述べた。
予告通り1月30日の大阪ハーフマラソンに出場し、一時は歩く場面もあったがゴールでは手を振って笑顔を浮かべ、1時間16分4秒の30位で完走した。ゴール後に引退セレモニーが開かれ、増田明美・有森裕子・高橋尚子・千葉真子・野口みずきら歴代の日本女子長距離ランナーが参加して花束を手渡した ほか、現役時代に競い合った渋井陽子と小崎まりもサプライズゲストとして花束を渡している。引退時の報道では、引退後もワコールに残って陸上競技の普及活動をおこなう予定とされた。2022年8月のインタビュー記事では、週に3日ほど出社してデスクワークや陸上チームアドバイザーとしての練習視察をしていると述べている。
2022年3月13日開催の名古屋ウィメンズマラソンで、初解説を務めた。また、同年2月に自伝『福士加代子』（いろは出版）を上梓した。

## 競技スタイル
ワコールに入社して間もない時期（2001年〜2002年頃）には、かつて頭のてっぺん部分の髪の毛をヒモで括り付ける、いわゆる「ちょんまげ」姿のレース出走でも話題を集める。その後もこのスタイルは長らく彼女のトレードマークとなっていた。
通常は一般的なランニングパンツを着用してレースに臨むが、ヘルシンキ世界陸上女子5000m決勝でビキニタイプのレーシングショーツを着用した。これについて福士は当時「海外の選手の衣装を意識した」と語っている。その後も世界陸上大阪大会では、全出場レースにおいてビキニのレーシングショーツを着用して出場した。
2002年1月の全国都道府県対抗女子駅伝では、優勝した京都チームのアンカーを務めた。そのレース中、福士は終始満面の笑みを浮かべながら走っていた（「微笑み走法」とも呼ばれる）ためか、実況・解説者の山下佐知子（世界陸上東京大会銀メダリスト・現第一生命監督）が福士に対して苦言を述べる場面があった。
引退後に福士は、マラソンに関してはトラックと違って悩み続け、「最後まで、マラソンがどういうものなのか、捉えられなかった気がする」「いつの間にかまんまとマラソンの沼にハマってしまったような気がします」と述懐している。

## 発言
2000年代頃までは、レース後などに奔放な内容のコメントをしていた。
釜山アジア大会5000m決勝後のインタビューで「（記録更新は）大きいですよー。乳首3つ分くらいですかねえ」と評した。同レースに出走した市川良子（元東京ランナーズ倶楽部・アトランタ五輪・シドニー五輪5000m代表）は、思わず「シー!（しゃべっちゃ駄目）」と困惑していた。速報では0秒03の更新と伝えられたが、「100分の3秒」を福士なりに表現した発言だった。また、別のレースで数十センチの差で負けたとき、インタビューで同様に「乳首三つぶん」と言っていた。
2007年日本選手権5000mでの優勝インタビューでは「アレ（スタート直後の転倒）ねえ!面白かったー。でも逆にそれで終始落ち着いて走れたから、コケてしまって大正解です」と笑いながらコメントしていた。
2010年代以降は以前のような過激な発言は控えている。
福士は引退後の2022年のインタビューで、「自分ではいいことを言ったつもりなのに、思わぬ方向に話が発展したり、おかしな発言をする選手と捉えられたりすることは多かったかもしれません」と述べ、そのようなときでも守ってくれた勤務先や周囲の人々や夫に「ありがたさ」を感じていたという。

## 人間関係
ライバルとされ、女子10000mの元日本記録保持者である渋井陽子とは大の親友でもあり、世界陸上やオリンピック等のレース後二人でお互いにふざけ合う光景がTVで放送されたこともある。2013年の大阪国際女子マラソン出場時、5km過ぎの給水所で福士がスペシャルドリンクを取り損ねた際、渋井が「水だけど飲んで」、ほか小崎まり（ノーリツ）も「私のも飲む？」と声を掛けられており、福士は「あの2人がいたから精神的にすごく安定した」と振り返っていた。渋井は2022年1月の福士の引退に際して現役時代を振り返り、2002年5月の国際グランプリ大阪大会5000mでその素質に驚き、「私の（当時の10000m日本）記録が抜かれるのは時間の問題だと思った」と述べている。また、福士がマラソン転向後に苦しんでいたときに激励メールを送っていたことを明かし「福士はライバルじゃなくて仲間。勝たせてあげたいと思っちゃうよね」と福士との関係についてコメントした。
福士は引退後に、前記の2013年の大阪国際女子マラソンを「陸上人生で一番楽しいマラソンだった」と回想し、渋井や小崎とスタート前から話したり、レース中に（外国人選手に対して）チーム戦のような気持ちになったことも踏まえ、「2人に背中を押されて、優勝することができました」と述べている。

## 主な自己記録
| 距離           | タイム        | 日付          | 大会名                                    |
| -------------- | ------------- | ------------- | ----------------------------------------- |
| 3000m          | 8分44秒40     | 2002年7月5日  | パリゴールデンリーグ                      |
| 5000m          | 14分53秒22    | 2005年7月8日  | ゴールデンガラ                            |
| 10000m         | 30分51秒81    | 2002年10月8日 | アジア大会釜山大会                        |
| 15 km          | 46分55秒      | 2006年2月5日  | 丸亀ハーフマラソン（途中計時・日本記録 ） |
| 20 km          | 1時間03分41秒 | 2006年2月5日  | 丸亀ハーフマラソン（途中計時）            |
| ハーフマラソン | 1時間07分26秒 | 2006年2月5日  | 丸亀ハーフマラソン                        |
| マラソン       | 2時間22分17秒 | 2016年1月31日 | 大阪国際女子マラソン                      |

ジュニア日本記録
| 距離  | タイム   | 日付           | 大会名             |
| ----- | -------- | -------------- | ------------------ |
| 3000m | 8分52秒3 | 2001年10月13日 | YONDEN長距離記録会 |

## マラソン全成績
| 年月           | 大会                                   | 順位 | 記録          | 備考                                                                                        |
| -------------- | -------------------------------------- | ---- | ------------- | ------------------------------------------------------------------------------------------- |
| 2008年1月27日  | 第27回大阪国際女子マラソン             | 19位 | 2時間40分54秒 | 初マラソン・北京オリンピック選考レース                                                      |
| 2011年10月9日  | 第34回シカゴマラソン                   | 3位  | 2時間24分38秒 | 日本女子トップ                                                                              |
| 2012年1月29日  | 第31回大阪国際女子マラソン             | 8位  | 2時間37分35秒 | ロンドンオリンピック選考レース                                                              |
| 2013年1月27日  | 第32回大阪国際女子マラソン             | 優勝 | 2時間24分21秒 | マラソン初優勝・世界陸上モスクワ大会選考レース                                              |
| 2013年8月10日  | 2013年世界陸上モスクワ大会             | 3位  | 2時間27分45秒 | 銅メダル獲得・日本女子トップ                                                                |
| 2014年9月28日  | 第41回ベルリンマラソン                 | 6位  | 2時間26分25秒 | 日本女子トップ                                                                              |
| 2015年10月11日 | 第38回シカゴマラソン                   | 4位  | 2時間24分25秒 | 日本女子トップ（上位6人中福士以外の5人はアフリカ勢）                                        |
| 2016年1月31日  | 第35回大阪国際女子マラソン             | 優勝 | 2時間22分17秒 | 日本女子最初の五輪派遣設定記録突破・マラソン自己記録 リオデジャネイロオリンピック選考レース |
| 2016年8月14日  | リオデジャネイロオリンピック           | 14位 | 2時間29分53秒 | 日本女子では最高順位                                                                        |
| 2019年1月27日  | 第38回大阪国際女子マラソン             | DNF  | 途中棄権      | 35.5Km地点でリタイア MGCシリーズ第7弾（東京オリンピック選考会）                             |
| 2019年3月10日  | 名古屋ウィメンズマラソン2019           | 8位  | 2時間24分09秒 | MGCシリーズ第8弾・MGC出場権獲得                                                             |
| 2019年9月15日  | マラソングランドチャンピオンシップ2019 | 7位  | 2時間33分29秒 |                                                                                             |
| 2020年1月26日  | 第39回大阪国際女子マラソン             | DNF  | 途中棄権      | 25Km過ぎでリタイア                                                                          |
| 2020年3月8日   | 名古屋ウィメンズマラソン2020           | DNF  | 途中棄権      | 30Km過ぎでリタイア                                                                          |

## メディア出演
- パリオリンピック2024まもなく女子マラソン - 2024年8月11日（NHK総合・スタジオゲスト）